# Matias Pezoa
Matias Alonso Pezoa Urrutia (Chillán,29 de mayo 2009)es un basquetbolista chileno en formacion. Juega de Pivot en Municipal chillan